# Hanapepe (Hawaii)
Hanapepe ist ein historischer Ort an der Südküste von Kauai im US-Bundesstaat Hawaii. Das U.S. Census Bureau hat bei der Volkszählung 2020 eine Einwohnerzahl von 2.678 ermittelt.
Aufgrund seiner vielen ansässigen Künstler, der zahlreichen Galerien und Veranstaltungen gilt Hanapepe als die „Kunsthauptstadt“ Kauais. Viele der Gebäude sind im National Register of Historic Places eingetragen.

## Demographie
Hanapepe hatte 2017 eine Einwohnerzahl von 2834, die sich zusammensetzen aus: 42,4 % Asiaten, 21,6 % gemischtrassig, 21,3 % Hawaiianer und andere Polynesier sowie 15,5 % Weiße. Das geschätzte mittlere Haushaltseinkommen beträgt 82.169 US-Dollar, die Armutsquote liegt bei 4,3 % (Stand 2017).

## Geschichte
Im fruchtbaren Hanapepe-Tal bauen die Hawaiianer seit Jahrhunderten Taro, Bananen sowie Süßkartoffeln an und gewinnen Salz aus künstlich angelegten Teichen. Das Salz wurde von anlaufenden Schiffen, die es für die Lebensmittelkonservierung benötigten, gegen Waren eingetauscht. Während im 19. Jahrhundert die Zuckerindustrie auf Kauai florierte, wurden die meisten Siedlungen auf der Insel von den Plantagenbesitzern gegründet, in denen die eingewanderten Arbeitskräfte aus Japan, China und den Philippinen untergebracht wurden. In Hanapepe hingegen siedelten sich vorwiegend Unternehmer aus diesen Ländern an sowie ehemalige Plantagenarbeiter, die hier eine eigene kleine Farm betrieben oder ein Geschäft eröffneten.
Am 9. September 1924 nahmen in Hanapepe rund 200 philippinische Landarbeiter an einem Streik für höhere Löhne und bessere Arbeitsbedingungen teil. Es brach ein Handgemenge zwischen ihnen und 40 Polizeikräften aus, bei dem 16 Streikende und vier Polizisten getötet wurden. Diese als Hanapepe Massacre bezeichnete Konfrontation war der blutigste Arbeitskampf in der Geschichte von Hawaii.
Im 20. Jahrhundert trug das Militär stark zur Entwicklung des Ortes bei. Vom Ersten Weltkrieg bis in die 1950er Jahre wurde Hanapepes Hafen Port Allen von der US-Marine angelaufen und der Ort wuchs zu einer der größten Städte von Kauai an. In den 1930er Jahren wurde in der Nähe der erste Flugplatz der Insel gebaut. Nachdem die Marine Hanapepe nicht mehr bedient hatte, der Highway 50 um den Ort geleitet und der Flughafen Lihue eröffnet worden war, erfuhr der Ort einen wirtschaftlichen Niedergang. Viele Gebäude im Zentrum standen leer und verkümmerten, bis sich – angezogen durch günstige Mieten und niedrige Immobilienpreise – immer mehr Künstler und Kleinunternehmer im Ort ansiedelten. Die alten Holzhäuser wurden renoviert und es entstanden viele Galerien, Cafés und kleine Läden, eine ehemalige Wäscherei wurde zum Beispiel in eine Kunstgalerie und eine Tankstelle in einen Buchladen umgewandelt.

## Hanapepe Swinging Bridge

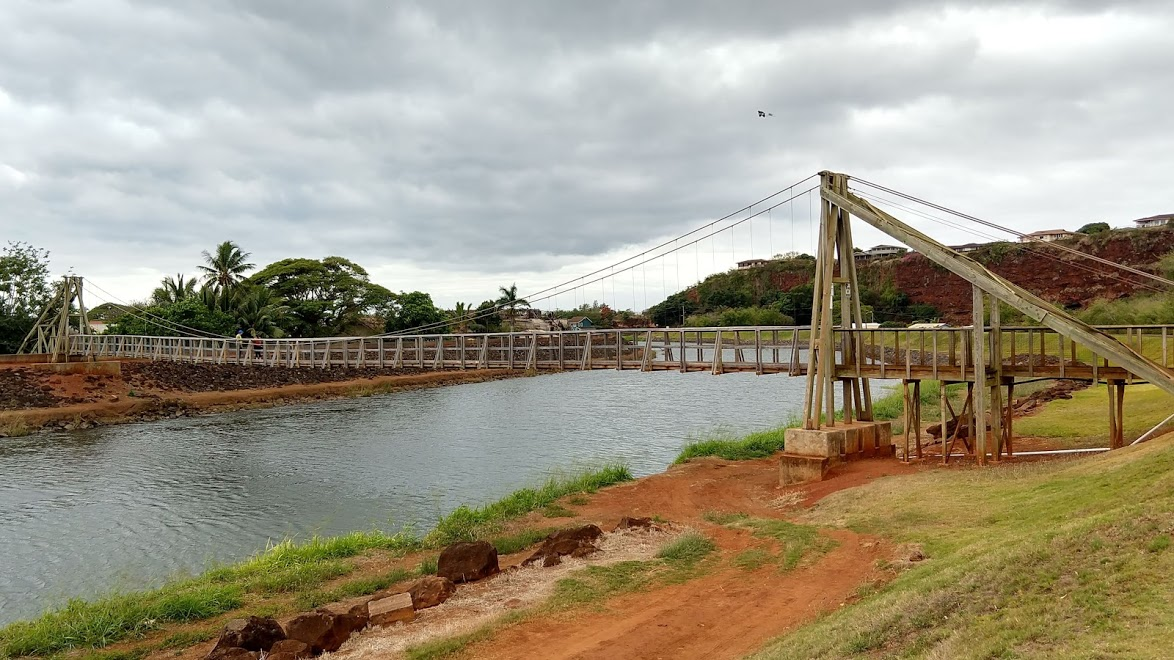
Hanapepe Hängebrücke

Die schwingende Hängebrücke von Hanapepe ist eine Fußgängerbrücke aus Holz über den Hanapepe River. Sie hat eine Gesamtlänge von 56,59 Meter und eine Überbaubreite von 0,91 Meter. Sie wurde 1911 fertiggestellt, jedoch 1992 von Hurrikan Iniki zerstört und wieder aufgebaut.

## Kauai Soto Zen Tempel

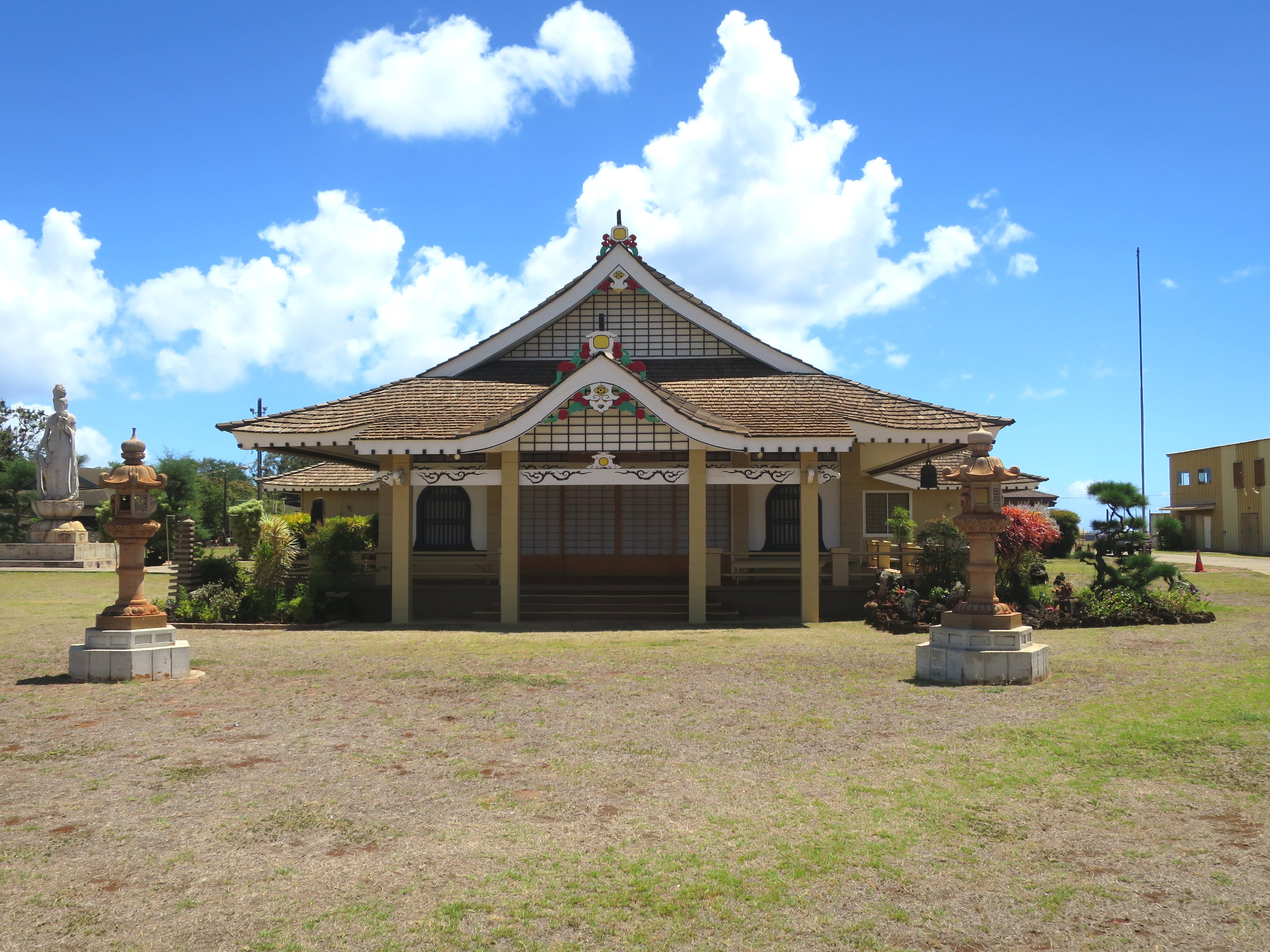
Kauai Soto Zen Tempel in Hanapepe – links eine Statue von Kannon

Der buddhistische Tempel befindet sich auf der westlichen Seite des Hanapepe Rivers. Er wurde 1978 von japanischen Plantagenarbeitern der Umgebung, darunter viele Handwerker,  entworfen und gebaut. Er wurde im traditionellen Stil designt, es wurden aber auch moderne Baumaterialien und Techniken benutzt. Die vier Eckpfeiler, die das Vordach tragen, sind aus Beton, die Querbalken jedoch traditionell aus geschnitztem Holz mit stilisierten Elefantenköpfen. Die Pfeiler im Innenraum sind mit Gold und schwarzem Brokat mit Drachenmustern bedeckt. Links neben dem Tempel befinden sich eine sechs Meter hohe Granitstatue der Göttin Kannon und weitere Statuen. Im Vordergrund stehen rechts und links zwei steinerne Laternen aus Japan. Der Bodhibaum hinter dem Tempel stammt aus Bodhgaya, wo Buddha dem Glauben nach seine Erleuchtung erhielt.

## Hanapepe Art Night
Die Art Night – auch Hanapepe Friday Night Festival & Art Walk genannt – wurde 1997 ins Leben gerufen, als sich die Galeriebetreiber und Ladeninhaber an der Hauptstraße auf gemeinsame Öffnungszeiten ihrer Geschäfte – freitags von 17 bis 21 Uhr – geeinigt hatten. Zuvor war jedes Geschäft nur an bestimmten Tagen und an wenigen Stunden geöffnet. Mittlerweile nehmen an der Veranstaltung 16 Galerien, eine Anzahl von Restaurants, Cafés, Läden und immer mehr Straßenverkäufer sowie Straßenmusikanten teil. Das Festival zieht wöchentlich mehrere Hundert Besucher an.